# Вестфальська система міжнародних відносин
Вестфальська система міжнародних відносин — система міжнародних відносин, створена в Європі на основі Вестфальського миру як угоди, яка підвела підсумки Тридцятилітньої війни, що закінчилася в 1648 році.
Деякі принципи Вестфальського миру (суверенних держав) діють і понині, хоча системи в її первісному вигляді вже давно нема.

## Основні принципи
- пріоритет національних інтересів;
- принцип балансу сил;
- пріоритет держав — націй;
- принцип державного суверенітету;
- право вимагати невтручання у свої справи;
- рівність прав держав;
- зобов'язання виконувати підписані договори;
- принцип дії міжнародного права і застосування дипломатії в міжнародних відносинах (дотримання договорів стало найважливішим елементом такої практики, а міжнародне право і регулярна дипломатична практика — невід'ємним атрибутом відносин між державами).

## Оцінки
Існує кілька способів розуміння Вестфальської системи:
- принципи даної системи є ідеалом, еталоном відносин між державами[1];
- глобалізація привела до послаблення національного суверенітету, в результаті дій країн, які сприймались як вираження волі народів цих країн, змінилися спільними діями тих чи інших держав, а такі дії і досі не піддаються демократичному контролю[2].